# Boćarski klub Solaris
Boćarski klub Solaris je boćarski klub iz Zablaća.
Klupsko sjedište je na adresi Put igrališta 25, Zablaće.

## Klupski uspjesi
Plasmani po prvenstvima:
1991.: (3.u općini Šibenik)

1992.:(5. u regionalnoj ligi Šibenik- Zadar- Pag)

1993.: (6. u regionalnoj ligi Šibenik- Zadar-Pag)

1994.: (1. u regionalnoj ligi Šibenik - Zadar - Pag)

1995.: (1. u trećoj ligi srednja dalmacija)

1996.: (2. u drugoj ligi jug)

1997.: (2. u drugoj ligi jug):

1998.:( 3. u drugoj ligi jug)

1999.: (4.u drugoj ligi jug)

2000.:( 2. u drugoj ligi jug)

2001.: (10. u prvoj ligi)

2002.: (2. u drugoj ligi jug)

2003.: (2. u drugoj ligi jug)

2004.: (1. u drugoj ligi jug)

2005.: poluzavršnica (1. u skupini "Jug"), izgubili od kasnijeg prvaka ( prva Hrvatska liga)  

2006.: četvrtzavršnica (1. u skupini "Jug"), izgubili od kasnijeg prvaka  (prva Hrvatska liga)

2007.: (2. u skupini "Jug")- (prva Hrvatska liga)

2008.: ? ( 8. u ligi) - ( prva Hrvatska liga)

2009.: ? (5.u ligi) i ( pobjednici kupa Hrvatske) - (prva Hrvatska liga)

2010.: doprvaci (4. u ligi) - ( prva Hrvatska liga)